# Белизе на Светском првенству у атлетици на отвореном 2009.
Белизе је учествовао на Светском првенству у атлетици на отвореном 2009. одржаном у Берлину 15. до 23. августа  дванаести пут, односно учествовао је на сви светским првенствима одржаним до данас. Репрезентацију Белизеа представљао је један такмичар у трци на 400 м препоне.
На овом првенству Белизе није освојио ниједну медаљу нити је постигнут неки рекорд.

## Учесници
Мушкарци:
- Jonathan Williams — 400 м препоне

## Резултати

### Мушкарци
| Атлетичар         | Дисциплина | Лични рекорд | Група    | Група      | Полуфинале           | Полуфинале           | Финале               | Финале       | Детаљи |
| Атлетичар         | Дисциплина | Лични рекорд | Резултат | Место      | Резултат             | Место                | Резултат             | Место        | Детаљи |
| ----------------- | ---------- | ------------ | -------- | ---------- | -------------------- | -------------------- | -------------------- | ------------ | ------ |
| Jonathan Williams | 400 м      | 48,88 НР     | 52,41    | 7. у гр. 3 | Није се квалификовао | Није се квалификовао | Није се квалификовао | 27 / 27 (32) |        |